# 中文産業
中文産業（ちゅうぶんさんぎょう）は、東京都品川区に本社を置く華僑系メディア企業。週刊中国語新聞「中文導報」の発行などを行う。1990年に羅怡文（ラオックスホールディングス・広済堂ホールディングス会長）によって創業された。

## 事業内容

### 出版・新聞業

#### 「中文導報」
当社が発行している在日華人向けの週刊新聞。中国語新聞としては日本国内最大の発行部数を誇る。
1992年9月に創刊。日中関係と在日中国人に関連するニュースを重点的に編集。

### コンサルタント業
- 上海中富商務諮詢有限公司 - コンサル業

### 投資業
- 日本観光免税
- グローバルワーカー派遣[2]
- R&Lホールディングス

上記名義でラオックスホールディングス・広済堂ホールディングスの主要株主・筆頭株主

### リゾート開発業
岩手ホテルアンドリゾート（安比高原）、斑尾高原スキー場にてリゾート開発に関わってる

### 過去の事業
- 「CHAi」 - 日本語での月刊中国総合情報誌
- 環球電視 - IPTV放送。2013年終了
- りんりん国際コール - 格安国際電話
- 台場上海新天地（台場小香港） - お台場の中華系ショッピングモール。2010年終了
- Japan2C.com - 中国語での日本情報発信ポータル
- 上海新天地 - 大阪にて中華系ショッピングモールを経営。2020年終了
- ラクラクコミュニケーションズ（楽楽チャイナ） - 中国映像メディア配信業
- 中華いちば24 - 中国食材通販サイト

## 沿革
- 1990年12月 - 創業
- 1992年4月 - 中文書店開店
- 1992年9月 - 「中文導報」創刊
- 1995年10月 - 株式会社に改組
- 1996年7月 - 大阪支社開設
- 1998年9月 - 株式会社ラクラクコミュニケーションズ設立
- 1999年5月 - 上海中富商務諮詢有限公司設立
- 2000年4月 - ジャパントゥシー・ドットコム株式会社設立
- 2002年6月 - 日本語による総合中国情報誌「CHAi」（「CHAI」）創刊
- 2003年11月 - 中華食材通販ショップ「中華いちば24」オープン
- 2005年9月 - 「大阪上海新天地」グランドオープン
- 2006年5月 - 上海新天地株式会社設立
- 2006年7月 - 「台場上海新天地」（台場小香港）オープン
- 2007年8月 - ラオックス（現：ラオックスホールディングス）とのフランチャイズ契約を締結[3]。（2010年9月に契約解除）
- 2009年5月 - 上海新天地株式会社から日本観光免税株式会社に社名変更
- 2009年7月 - 羅怡文がラオックス社長に就任
- 2016年5月 - 本社を東京都港区麻布台に移転
- 2020年5月 - 上海新天地ビルが解体[4]
- 2021年2月 - 本社を東京都港区東麻布に移転

## 所在地
本社
東京都港区東麻布2-15-2

## テレビ番組
- 日経スペシャル ガイアの夜明け 日本で起業する中国人 〜日中共生の途を探る〜（2002年8月18日、テレビ東京）[5]。